# Síť SAFE
Síť SAFE je autonomní peer-to-peer síť, vyvíjená společností MaidSafe, softwarovou společností se sídlem ve Skotsku. Síť navrhl David Irvine a jedná se o open-source projekt. Slovo SAFE (v překladu BEZPEČÍ) v anglickém názvu SAFE Network vzniklo zkratkou z Secure Access for Everyone, což v překladu znamená Zabezpečený Přístup pro Každého. Software je v současné době v testovací alfa fázi.

## Přehled
Síť SAFE používá konsenzuální algoritmus jménem PARSEC. Software byl poprvé navržen v roce 2006 jako šifrovaná překryvná síť, která nahrazuje horní čtyři vrstvy OSI současného Internetu: aplikační, prezentační, relační a transportní vrstvy. Pro bezpečné uložení souborů je používán systém samo-šifrování. Soubory uložené do sítě jsou rozsekány na bloky, každý blok je zašifrován pomocí klíče odvozeného z jiných bloků a následně upravený pomocí Kademlia distribuované hash tabulky, která používá logické operace XOR k zajištění náhodného rozdělení a jedinečné umístění každého bloku dat do sítě a která také obsahuje veřejný klíč infrastruktury pro zabezpečení.
Síť SAFE je v současné době ve veřejné testovací Alfa fázi. Po spuštění, bude mít vnitřní měnu s názvem Safecoin. Safecoin bude směnitelný s jinými fiat měny a kryptoměny.
Decentralizace sítě SAFE je navržena tak, že ukládaná data budou rozdělena na šifrované kousky (bloky) a rozmístěna náhodně v celé síti. Od každého kousku dat budou uloženy minimálně čtyři kopie. Pokud se jeden kousek dat stane nedostupným, síť automaticky vytvoří další kopii, aby zamezila ztrátě dat.